# Чело
У људској анатомији, чело је област главе ограничена са три структуре, двема костима лобање и скалпом. Врх чела је означен линијом косе, ивицом области где коса на скалпу расте. Дно чела је означено супраорбиталним гребеном, коштаном структуром лобање изнад очију. Две стране чела означене су слепоочним гребеном до линије короналног шава и испод.

## Анатомија
Чело обухвата, док су мишићне и кожне структуре чела смештене испод, део чеоне кости лобање која је позната као чеона љуска, благо искривљени део чеоне кости.
Сензорни нерви чела повезу офталмички огранак тригеминалног нерва и цервикалног плексуса, и смештене су у поткожном масном ткиву. Моторни нерви чела повезују до фацијалног нерва.
Доток крви у чело иде преко леве и десне суперорбиталне, супертрочеларне и спољне гране темпорална артерија темпоралне артерије.
Офталмичка грана тригеминалног нерва, супраорбитални нерв, дели се код орбиталног удубљена на два дела у челу. Један део, суперфицијална подела, иде преко површине окципитофронатлног мишића. То обезбеђује сензацију за кожу чела и фроналну (спољну) ивицу скалпа. Други део, дубља подела, иде преко окципиталног мишића и обезбеђује фронатопаријеталну сензацију.

## Физиономија
У физиономији и френологији, облик чела је узет да симболизује интелект и интелигенцију. „Животиње, чак и најинтелигентније од њих“, како пише Самјуел Р. Велс 1942, „тешко се може рећи да имају чело уопште, а код природних тоталних идиота, веома је смањено“.
Псеудо-Аристотел, у Физиогномици, говори да чело регулише Марс. Ниско и мало чело означава великодушност, одважност и самопоуздање; меснато и чело без бора, правичност, сујету, варање и свадљивост; оштро чело, слабост и несталност; наборано чело, велики дух и смисао за хумор, али ипак лошу судбину; кружно чело, врлине и добро разумевање, пуно велико чело, смелост, пакост, граничне проблеме, и висок дух; и дуго и високо чело, искреност, слабост, једноставност и лошу судбину.

## Изрази
Мишићи чела помажу у прављењу изрази лица. Постоји четири основна покрета, који могу да се јаве индивидуално или у комбинацији да би формирали различите изражаје. Окципитофронални мишићи могу подизати обрве, заједно или појединачно, формирајући изразе изненађености и квизикалности. Мишићи коругатор суперцили могу да повуку обрве више и ниже, формирајући мрштење. Процерус мишићи могу да повуку ниже централне делове обрва.

## Боре
Покрети мишића на челу производе карактеристичне боре на кожи. Окципитофронтални мишићи стварају попречне боре широм чела, а коругатор суперцили мишићи производе вертикалне боре између обрва изнад носа. Процерус мишићи заслужни су за боре на носу.